# Gánovce
Gánovce este o comună slovacă, aflată în districtul Poprad din regiunea Prešov. Localitatea se află la altitudinea de 642 m deasupra n.m., se întinde pe o suprafață de 7,832 km2 și în 2017 număra 1.389 de locuitori. Se învecinează cu Poprad și Hranovnica.

## Istoric
Localitatea Gánovce este atestată documentar din 1317.

## Demografie
| An:                | 1994 | 2004    | 2014    | 2024   |
| ------------------ | ---- | ------- | ------- | ------ |
| Număr de persoane: | 768  | 1069    | 1348    | 1408   |
| Diferență:         |      | +39,19% | +26,09% | +4,45% |

| An:                | 2023 | 2024   |
| ------------------ | ---- | ------ |
| Număr de persoane: | 1403 | 1408   |
| Diferență:         |      | +0,35% |